# Quintette pour piano et cordes de Schmitt
Pour les articles homonymes, voir Quintette pour piano et cordes.
Le Quintette pour piano et cordes en si mineur opus 51 est un quintette de Florent Schmitt. Composé entre 1905 et 1908, il fut créé le 27 mars 1909 par le Quatuor Firmin Touche et Maurice Dumesnil au piano, à la Société nationale de musique.

## Analyse de l'œuvre
1. Lent et grave - Animé (à )
2. Lent (à 
 en ré bémol majeur)
3. Finale (à 
 en si mineur)

- Durée d'exécution : cinquante cinq minutes.

## Discographie
- Quintette pour piano et cordes en si mineur op.51 : Werner Bärtschi, Quatuor de Berne, enreg. 1981, Accord